# The Blue Ridge Rangers
The Blue Ridge Rangers es el primer álbum de estudio del músico estadounidense John Fogerty, publicado por la compañía discográfica Fantasy Records en abril de 1973.
Tras su lanzamiento inicial por Fantasy en 1973, el álbum fue acreditado a The Blue Ridge Rangers, sin mención al nombre de Fogerty en la portada. Fogerty eligió esta estrategia para distanciarse del legado creado con su anterior grupo, Creedence Clearwater Revival. El álbum está compuesto en su totalidad por versiones de temas tradicionales de country, en las que Fogerty toca todos los instrumentos. El disco fue posteriormente reeditado y acreditado a John Fogerty con un diseño de portada diferente. La reedición en CD restauró la portada original y acredita el álbum a Fogerty. 
The Blue Ridge Rangers alcanzó el puesto 47 en la lista estadounidense Billboard 200. Dos sencillos extraídos del álbum, «Jambalaya» y «Hearts of Stone», llegaron a los puestos 16 y 37 respectivamente en la lista Billboard Hot 100. En 2009, Fogerty publicó una secuela de The Blue Ridge Rangers titulada The Blue Ridge Rangers Rides Again.

## Lista de canciones
| Cara A |                                     |                                                      |          |  |
| N.º    | Título                              | Escritor(es)                                         | Duración |  |
| 1.     | «Blue Ridge Mountain Blues»         | Tradicional                                          | 2:29     |  |
| 2.     | «Somewhere Listening (For My Name)» | Archie Brownlee                                      | 3:37     |  |
| 3.     | «You're the Reason»                 | Fred Henley, Terry Fell, Mildred Imes, Bobby Edwards | 3:12     |  |
| 4.     | «Jambalaya (On the Bayou)»          | Hank Williams                                        | 3:15     |  |
| 5.     | «She Thinks I Still Care»           | Dickey Lee Lipscomb, Steve Duffy                     | 3:01     |  |
| 6.     | «California Blues (Blue Yodel #4)»  | Jimmie Rodgers                                       | 3:04     |  |

| Cara B |                                    |                                         |          |  |
| N.º    | Título                             | Escritor(es)                            | Duración |  |
| 1.     | «Workin' on a Building»            | Tradicional                             | 4:40     |  |
| 2.     | «Please Help Me, I'm Falling»      | Don Robertson, Hal Blair                | 2:49     |  |
| 3.     | «Have Thine Own Way, Lord»         | Adelaide A. Pollard, George C. Stebbins | 3:02     |  |
| 4.     | «I Ain't Never»                    | Mel Tillis, Webb Pierce                 | 2:49     |  |
| 5.     | «Hearts of Stone»                  | Rudy Jackson, Eddy Ray                  | 2:10     |  |
| 6.     | «Today I Started Loving You Again» | Merle Haggard, Bonnie Owens             | 3:12     |  |

## Posición en listas
| País           | Lista              | Posición |
| -------------- | ------------------ | -------- |
| Estados Unidos | Billboard 200      | 47       |
| Estados Unidos | Top Country Albums | 11       |